# Gargoyle Head
Das Gargoyle Head ist eine rund 120 m hohe Landspitze von McDonald Island im südlichen Indischen Ozean. Sie markiert die nordwestliche Begrenzung der Einfahrt zur Cauldron Bay.
Australische Wissenschaftler benannten sie deskriptiv nach ihrer Änllichkeit mit dem Kopf eines Gargoyle.